# Cyphanthera albicans
Cyphanthera albicans är en potatisväxtart. Cyphanthera albicans ingår i släktet Cyphanthera, och familjen potatisväxter.

## Underarter
Arten delas in i följande underarter:
- C. a. albicans
- C. a. notabilis
- C. a. tomentosa